# Раймунд II (граф Тулузы)
Раймунд II Тулузский (фр. Raymond II de Toulouse; ум. 923/924) — граф Альби и Нима 886—918, граф Руэрга и Керси 898—906, граф Тулузы с 906 (до 918 соправитель отца), маркиз Готии с 918, старший сын Эда, графа Тулузы, и Гарсенды де Альби.

## Биография
Вероятно именно Раймунд был тем графом, который упоминается как граф Нима и Альби. Возможно он унаследовал графства от матери или получил их после смерти Бернара Плантвелю.
В 898 году его отец, граф Тулузы Эд, передал Раймунду графства Руэрг и Керси. В 906 году отец сделал Раймунда своим соправителем в Тулузе, а Руэрг в передал второму сыну, Эрменголу.
После смерти отца Раймунд стал единоличным правителем Тулузы. Ним и Альби он передал своему брату Эрменголу. Кроме того, Раймунд вместе с братом получил титул маркиза Готии. 
Судя по всему Раймунд, в отличие от герцогов Аквитании, хранил преданность королю Франции. По просьбе короля Эда он улаживал дела с узурпацией церковных богатств.
Умер Раймунд в 923 или 924 году, ему наследовал единственный сын Раймунд III Понс.

## Брак и дети
Жена: Гинидильда, дочь Вифреда I Волосатого, графа Барселоны. Дети:
- Раймунд III Понс (ок. 900/910 — после 944), граф Тулузы и маркиз Готии с 923/924